# Marie-Paule Panza
Marie-Paule Panza, née le 4 novembre 1960, est une judokate française. 
Elle est médaillée d'argent aux Championnats du monde de judo 1980 à New York en catégorie des moins de 56 kg.
En décembre 2024, elle se voit décerner le 
8e dan par la Fédération française de judo, devenant ainsi la judokate française la plus gradée.